# Correggio
Correggio je gradić u dolini rijeke Po u pokrajini Reggio Emilia, u talijanskoj regiji Emilia-Romagna. Correggio se nalazi na oko 18 km istočno od glavnog pokrajinskog grada Reggio Emilia, na nadmorskoj visini od 33 metara, i ima oko 23,108 ( po popisu iz 2007. g.).

## Povijest
Correggio sigurno nije nastao kao rimski municipij, već za ranog srednjeg vijeka za lombardske dominacije. Ime grada Correggio pojavljuje se po prvi put u dokumentu 946. godine.
U 1009. godini, pojavljuje se prvi dokument koji se odnosi na velikašku obitelj Da Correggio, koja je vladala nad ovim područjem neprekidno gotovo sedam stoljeća. Svoje interese, posebno u 13. st. i 14. st., nisu ograničavali samo na Correggio, već su htjeli ovladati i vojvodstvima Reggio Emilia i Parma, zbog tog su bili u stalnim sukobima s njima.
Zbog toga je 1452. godine car Svetog Rimskog Carstva Fridrih III. (1415. – 1493.) odredio administrativne granice Correggia, vladar je nosio titulu grofa. Nakon toga trajala je gotovo jedno stoljeće prosperitetnog života grada.
Nezavisnost Correggia trajala je do 1635. kad je kontrolu nad gradom preuzelo susjedno Vojvodstvo Modena.
Svetac zaštitnik grada je sv. Kvirin iz Neusa, njemu je posvećena crkva sv. Kvirin u Correggiu.
Correggio je bio sjedište Veronice Gambare (1485. – 1550.) pjesnikinje i istaknute političarke svoga vremena, koja je vladala kneževinom nakon smrti svog supruga Giberta X., grofa od Correggia (1518. – 1550.)
U Correggiu je rođen renesansni slikar Antonio Allegri, koji je u slikarstvu bio poznatiji po imenu grada u kojem je rođen - Correggio. Francuski pjesnik Tugdual Menon boravio u Correggiu veći dio svog života.

## Gospodarstvo
Correggio je slavan po proizvodnji vina Lambrusco i grožđa Lancellotta iz Correggia, koje je poznato po tome da se njime korigiraju boje i najpoznatijih vina. Danas u Correggiu rade pogoni; strojarske, elektromehaničke i industrije za preradu plastičnih masa. Od 2003. g. u gradu radi prvi talijanski centar za recikliranje drva.

## Vanjske poveznice
- službene stranice Komune Correggio  Arhivirana inačica izvorne stranice od 18. prosinca 2009. (Wayback Machine)